# Sphaeralcyon shackletoni
Sphaeralcyon shackletoni is een zachte koraalsoort uit de familie Alcyoniidae. De koraalsoort komt uit het geslacht Sphaeralcyon. Sphaeralcyon shackletoni werd in 2005 voor het eerst wetenschappelijk beschreven door Lopez-Gonzalez & Gili. 